# 力量CEIF足球會
力量CEIF（Fortaleza C.E.I.F.）是一支总部位于波哥大的哥伦比亚职业足球队，目前效力于哥伦比亚顶级足球联赛 A级联赛。该队曾于2013年、2015年和2023年三次晋升甲级联赛。 2018 年至 2020 年，他们在科塔市政球场进行主场比赛，随后迁往波哥大的大都会科技球场。隊名源自西班牙語「力量」，而隊徽中握緊的拳頭同樣是力量的體現。

## 历史
该俱乐部成立于 2010 年 11 月 15 日 ，当时名为力量足球俱乐部，总部位于索查市。该俱乐部在购买了最近解散的青年竞技俱乐部的许可证后加入了甲级联赛B。 
2013年乙级联赛，球队获得决赛冠军，进入决赛对阵Uniautónoma 。球队主场0-2落败，客场1-1战平，丢掉了冠军。不过，球队在升降级附加赛中以2-1的全球比分战胜库库塔拉科鲁尼亚队，晋级哥甲A级。
在甲A联赛第一年后就降级。俱乐部在Apertura联赛中排名第16位，在Finalización锦标赛中排名第13位，是降级榜上最差的球队。